# György Gedó
György Gedó (Újpest, 23 aprile 1949) è un ex pugile ungherese.

## Palmarès

### Olimpiadi
- 1 medaglia:
  - 1 oro (Monaco di Baviera 1972 nei pesi mosca leggeri)

### Europei dilettanti
- 3 medaglie:
  - 2 ori (Bucarest 1969 nei pesi mosca leggeri; Madrid 1971 nei pesi mosca leggeri)
  - 1 bronzo (Katowice 1975 nei pesi mosca leggeri)